# Atletica leggera ai Giochi della V Olimpiade - Maratona

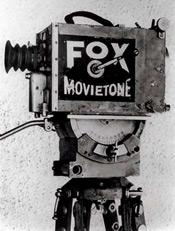
video della corsa (durata: 57")

La competizione della maratona di atletica leggera ai Giochi della V Olimpiade si tenne il 14 luglio 1912 con partenza e arrivo allo Stadio Olimpico di Stoccolma.

## Risultati
Come a Londra 1908, la gara (40,2 km) si svolge di pomeriggio, in pieno sole. Il finlandese Tatu Kolehmainen conduce tutta la prima metà, poi viene ripreso da due sudafricani, McArthur e Gitsham. McArthur batte il connazionale e si prende la rivincita per non essere stato convocato nel 1908.
La gara è funestata dalla morte di un concorrente, il portoghese Francisco Lázaro, che crolla al 30º km per la fatica e la disidratazione. È il primo decesso di un atleta durante una gara olimpica. Un rapporto di medici svedesi sollecita il CIO, per il futuro, a collocare la maratona nel periodo più fresco della giornata.
| Pos.    | Atleta                  | Nazione     | Tempo     |
| ------- | ----------------------- | ----------- | --------- |
| Oro     | Ken McArthur            | Sudafrica   | 2h36'54"8 |
| Argento | Christian Gitsham       | Sudafrica   | 2h37'52"0 |
| Bronzo  | Gaston Strobino         | Stati Uniti | 2h38'42"4 |
| 4       | Andrew Sockalexis       | Stati Uniti | 2h42'07"9 |
| 5       | Jimmy Duffy             | Canada      | 2h42'18"8 |
| 6       | Sigfrid Jacobsson       | Svezia      | 2h43'24"9 |
| 7       | John Gallagher          | Stati Uniti | 2h44'19"4 |
| 8       | Joseph Erxleben         | Stati Uniti | 2h45'47"2 |
| 9       | Richard Piggott         | Stati Uniti | 2h46'40"7 |
| 10      | Joe Forshaw             | Stati Uniti | 2h49'49"4 |
| 11      | Ed Fabre                | Canada      | 2h50'36"2 |
| 12      | Clarence DeMar          | Stati Uniti | 2h50'46"6 |
| 13      | Renon Boissière         | Francia     | 2h51'06"6 |
| 14      | Harry Green             | Regno Unito | 2h52'11"4 |
| 15      | William Forsyth         | Canada      | 2h52'23"0 |
| 16      | Lewis Tewanima          | Stati Uniti | 2h52'41"4 |
| 17      | Harry Smith             | Stati Uniti | 2h52'53"8 |
| 18      | Thomas Lilley           | Stati Uniti | 2h59'35"4 |
| 19      | Arthur Townsend         | Regno Unito | 3h00'05"0 |
| 20      | Felix Kwieton           | Austria     | 3h00'48"0 |
| 21      | Fred Lord               | Regno Unito | 3h01'39"2 |
| 22      | Jacob Westberg          | Svezia      | 3h02'05"2 |
| 23      | Axel Simonsen           | Norvegia    | 3h04'59"4 |
| 24      | Carl Andersson          | Svezia      | 3h06'13"0 |
| 25      | Edgar Lloyd             | Regno Unito | 3h09'25"0 |
| 26      | Iraklis Sakellaropoulos | Grecia      | 3h11'37"0 |
| 27      | Hjalmar Dahlberg        | Svezia      | 3h13'32"2 |
| 28      | Ivar Lundberg           | Svezia      | 3h16'35"2 |
| 29      | Johannes Christensen    | Danimarca   | 3h21'57"4 |
| 30      | Olaf Lodal              | Danimarca   | 3h21'57"6 |
| 31      | Ödön Kárpáti            | Ungheria    | 3h25'21"6 |
| 32      | Carl Nilsson            | Svezia      | 3h26'56"4 |
| 33      | Emmerich Rath           | Austria     | 3h27'03"8 |
| 34      | Otto Osen               | Norvegia    | 3h36'35"2 |
| -       | Shizo Kanakuri          | Giappone    | ?         |
| -       | Stuart Poulter          | Australasia | Ritirato  |
| -       | Karl Hack               | Austria     | Rit.      |
| -       | Boris Honzátko          | Boemia      | Rit.      |
| -       | František Slavík        | Boemia      | Rit.      |
| -       | Vladimír Penc           | Boemia      | Rit.      |
| -       | James Corkery           | Canada      | Rit.      |
| -       | Aarne Kallberg          | Finlandia   | Rit.      |
| -       | Tatu Kolehmainen        | Finlandia   | Rit.      |
| -       | Louis Pauteix           | Francia     | Rit.      |
| -       | Harry Barrett           | Regno Unito | Rit.      |
| -       | James Beale             | Regno Unito | Rit.      |
| -       | Septimus Francom        | Regno Unito | Rit.      |
| -       | Tim Kellaway            | Regno Unito | Rit.      |
| -       | Henrik Ripszám, Jr.     | Ungheria    | Rit.      |
| -       | Carlo Speroni           | Italia      | Rit.      |
| -       | Francesco Ruggiero      | Italia      | Rit.      |
| -       | Oscar Fonbæk            | Norvegia    | Rit.      |
| -       | Francisco Lázaro        | Portogallo  | Rit.      |
| -       | Arthur St. Norman       | Sudafrica   | Rit.      |
| -       | Aleksandrs Upmals       | Russia      | Rit.      |
| -       | Andrejs Kapmals         | Russia      | Rit.      |
| -       | Andrejs Krūkliņš        | Russia      | Rit.      |
| -       | Elmar Reimann           | Russia      | Rit.      |
| -       | Nikolajs Rasso          | Russia      | Rit.      |
| -       | Dragutin Tomašević      | Serbia      | Rit.      |
| -       | Alexis Ahlgren          | Svezia      | Rit.      |
| -       | David Guttman           | Svezia      | Rit.      |
| -       | Gustaf Törnros          | Svezia      | Rit.      |
| -       | Ivan Lönnberg           | Svezia      | Rit.      |
| -       | Thure Bergvall          | Svezia      | Rit.      |
| -       | William Grüner          | Svezia      | Rit.      |
| -       | John Reynolds           | Stati Uniti | Rit.      |
| -       | Mike Ryan               | Stati Uniti | Rit.      |